# 傅子
《傅子》一百二十卷，魏晉傅玄撰，今僅存輯本數卷。
晋朝傅玄撰《傅子》，分内、外、中篇，内篇为“撰论经国”的内容；外篇、中篇为撰论“九流、三史故事”的内容。《傅子》一書流傳甚廣，如“病從口入，禍從口出”一語即出自《傅子·口銘》。《傅子》原書一百二十卷。唐朝以後，此書散佚嚴重，《崇文總目》載錄二十三篇，《通志》載錄《傅子》五卷。元朝修《宋史‧藝文志》亦載錄五卷。明朝以後已不見此書。《傅子》一书的思想倾向是以儒学为核心，兼取道、法之长。在清代以前此書归类於杂家，《四库全书》归类於儒家。明代《永樂大典》收錄有《正心》；《仁论》；《义信》；《通志》；《举贤》；《重爵禄》；《礼乐》；《贵教》；《检商贾》；《校工》；《戒言》；《假言》；《问政》；《治体》；《授职》；《官人》；《曲制》；《信直》；《矫违》；《问刑》；《安民》； 《法刑》； 《平役赋》；《镜总叙》等二十四篇。

## 辑佚
清乾隆三十九年開四庫館，内阁中书徐步雲自《永樂大典》輯出十二篇，並附录四十八条，不分卷。紀昀以為“所論皆關切治道，闡啟儒風，精意名言，往往而在”，歸類為子部儒家類。有些隻字片語散見《北堂书钞》、《艺文类聚》、《初学记》、《太平御览》等书，又如《三国志》中裴注引用大量《傅子》文字，但四庫纂修官竟不取。清嘉慶年間，严可均对《傅子》进行辑补工作，以唐魏徵《群书治要》所载二十四篇，“校《大典》本，多出二千五百餘字；又从《三国志·注》写出六千三百余字”，进而“遍搜各书，得件文数百条，重加排比，以《治要》、《大典》等书所载整篇为二卷；以各书所载，依《意林》九十五事，次第类附而间厕之”，增加补遗二卷，凡四卷，收入《全上古三代秦汉三国六朝文》的《全晋文》卷四七至卷五〇。光绪十七年（1891年），葉德輝辑得《傅子》三卷，附《订讹》一卷，收入《观古堂所著书》。余嘉锡認為葉德輝輯本“持论较严氏更为精密”。其他輯本還有方濬師《傅鹑觚集》五卷、王仁俊《玉函山房》一卷、張鵬一《关陇丛书》一卷等、钱保塘《清风室丛书》二卷等辑本。